# 彼女ボシュー
『彼女ボシュー』（かのじょ-）は、オナニーマシーンのセカンド・アルバム。

## 解説
- 2002年11月27日にLOFT RECORDSよりリリース。
- 12曲目『あのコがチンポを食べてる』と13曲目の『恋のABC』は2002年8月10日に下北沢の『屋根裏』にて行われたライブ音源を収録。

## 収録曲
1. ドーテー島
2. ウララ　ウララ
3. チンチンマンマン
4. オッパイ
5. オキナワ
6. スイスイスー
7. 僕だけの7日間戦ズリ
8. ウンコ
9. あの人
10. 女友達
11. 彼女ボシュー
12. あのコがチンポを食べてる（ライブ音源）
13. 恋のABC（ライブ音源）